# Szoruńża
Szoruńża (ros. Шоруньжа) – wieś (sieło) w Rosji, w republice Mari El, w rejonie morkińskim. W 2010 liczyła 899 mieszkańców.